# Forest Home (Belize)
Forest Home ist ein kleiner Ort im Toledo District in Belize, Mittelamerika. 2010 hatte der Ort 476 Einwohner.

## Geografie
Der Ort im Hinterland der Bucht von Amatique, nördlich von Hopeville und Punta Gorda am Rio Grande. Nach Nordwesten, zum Landesinnern, verläuft der Southern Highway und verbindet den Ort mit Eldridgeville und Pine Hill.
Im Ort gibt es mehrere Kirchen: Forest Home Methodist Church, Our Lady of Fatima Church (Pallottine Church), Pentecostal Church la Hermosa.
Außerdem hat die Radiostation Sunshine Radio Punta Gorda ein Büro in Forest Home.

## Geschichte
Der Ort wurde in den 1880ern von Siedlern aus Jamaika gegründet. Es waren vor allem Indentur-Arbeiter, die in Belize auf den Zuckerrohr-Plantagen arbeiten sollten. Von der Abstammung her waren sie Inder.

## Klima
Nach dem Köppen-Geiger-System zeichnet sich Forest Home durch ein tropisches Klima mit der Kurzbezeichnung Am aus.